# Intento de golpe de Estado en Burundi de 2015
El intento de Golpe de Estado en Burundi de 2015 ocurrió el 13 de mayo de ese año, cuando el general de la Fuerza de Defensa Nacional, Godefroid Niyombare, dijo que «estaba despidiendo» al presidente Pierre Nkurunziza tras los disturbios en el país de los días anteriores. Sin embargo, la presidencia más tarde anunció que la situación estaba bajo control y que no hubo un golpe de Estado. El presidente Nkurunziza se encontraba en ese momento en Tanzania asistiendo a la Cumbre Extraordinaria de los Jefes de Estado de la Comunidad Africana Oriental, que convocó para discutir la situación en Burundi.

## Contexto
Pierre Nkurunziza es el presidente de Burundi después de que fue elegido por primera vez en 2005 y reelegido en 2010. El 25 de abril de 2015 el presidente anunció que se volvería a presentar a las elecciones presidenciales de Burundi de 2015 para mantener el poder durante un tercer mandato consecutivo. El 5 de mayo su candidatura fue aprobada por la Corte Constitucional del país. Esta decisión resultó controvertida. A partir del 26 de abril comenzaron protestas contra el gobierno que dejaron saldos de manifestantes fallecidos por la represión policial.

## Desarrollo

### Inicio
El 13 de mayo de 2015, el mayor general Godefroid Niyombare declaró un golpe de Estado, al anunciar en una radio privada que Nkurunziza fue despedido, como también así su gobierno, mientras que el presidente Nkurunziza se encontraba en Dar es Salaam. El general golpista ordenó el cierre de las fronteras y del aeropuerto de Buyumbura.
Niyombare, exjefe del Estado Mayor y jefe de inteligencia, anunció el golpe de Estado, junto con oficiales de alto rango en el ejército y la policía, entre ellos un exministro de Defensa. Tras el anuncio, las multitudes asaltaron las calles de la capital en celebración y soldados fueron vistos vigilando la sede de la emisora estatal Radio Televisión Nacional de Burundi (RTNB).

### Intentos de capturar medios públicos
El 14 de mayo los golpistas intentaron tomar el control de la RTNB que continuaba bajo el control de las fuerzas leales al gobierno. Además, también hubo combates para controlar otros medios de comunicación como la Radio Pública Africana, que fue incendiada.
Reuters informó que un periodista en la emisora estatal dijo que había «un intenso tiroteo» en torno a la estación de radio en la capital. También se reportó de que dos estaciones de radio privadas emitieron el anuncio de que Niyombare había sido atacado por hombres con uniformes de policía. Se reportaron cinco soldados fallecidos en enfrentamientos donde el gobierno dijo que volvió a tomar el control de los sitios.

### Retorno de Nkurunziza
Nkurunziza intentó rápidamente regresar a Burundi, pero los soldados rebeldes tomaron el control del Aeropuerto Internacional de Buyumbura. Sin embargo, el jefe de las fuerzas armadas, el Primer Niyongabo, dijo a la radio estatal durante la noche del 13 al 14 de mayo de que el intento de golpe había sido derrotado, y pidió a los soldados rebeldes a rendirse. Las fuerzas leales permanecieron en el control de la radio estatal y el palacio presidencial. Poco después, «duros combates» fueron reportados alrededor de la sede de la radio estatal, ya que fue atacado por soldados rebeldes.
La oficina de Nkurunziza anunció el «exitoso» regreso del presidente de Burundi el 14 de mayo (aunque no se dio a conocer su ubicación específica por motivos de seguridad), como así también que el ejército y la policía leales a Nkurunziza recuperaron el control de gran parte de Buyumbura. El 15 de mayo, el gobierno dijo que arrestó a Niyombare y otros dos líderes del golpe de Estado.
Temprano el 15 de mayo, Niyombare dijo que él y los otros líderes del golpe habían decidido entregarse a las fuerzas del gobierno. Mientras tanto, Nkurunziza regresó a Buyumbura. En declaraciones a la radio estatal al final del día, él dijo que cualquiera que trate de provocar disturbios «fallaría».
El 16 de mayo, dieciocho personas, entre ellas el exministro de defensa y general Cyrille Ndayirukiye y comisarios de policía Zenon Ndabaneze y Herménégilde Nimenya, comparecieron ante el tribunal. Sus familiares afirmaron que los capturados habían sido golpeados durante su detención.

### Reacciones
La Presidente de la Unión Africana, Nkosazana Dlamini-Zuma, condenó «en los términos más enérgicos el actual intento de golpe de Estado» y llamó a un «retorno al orden constitucional e instó a todas las partes interesadas a ejercer la máxima moderación».
El presidente Nkurunziza agradeció a los soldados leales diciendo que pusieron «las cosas en orden», y dijo que los soldados rebeldes serían perdonados si se rendían. También felicitó al ejército y la policía «por su patriotismo» y «por encima de todo el pueblo de Burundi por su paciencia».
Uno de los líderes del golpe, el general Cyrille Ndayirukiye, dijo que «nuestro movimiento ha fracasado» debido a la «determinación militar abrumadora para apoyar al sistema en el poder». También sugirió que los soldados que respaldaron el golpe no continuarían la lucha, diciendo que los líderes golpistas «no quieren ser responsables de dirigir a quienes nos han seguido a la muerte».